# Estadio Järnvallen
El Järnvallen es un estadio multipropósito, pero principalmente dedicado a la práctica del fútbol, situado en la ciudad de Sandviken, en el condado de Gästrikland en Suecia. Sirve de sede habitual al Västerås SK.

## Partidos de laCopa Mundial de Fútbol de 1958
| Fecha       | Fase         | Equipo  |                    | Resultado |                   | Equipo | Espectadores |
| ----------- | ------------ | ------- | ------------------ | --------- | ----------------- | ------ | ------------ |
| 8 de junio  | Primera fase | Hungría | Bandera de Hungría | 1 - 1     | Bandera de Gales  | Gales  | 15 343       |
| 15 de junio | Primera fase | Hungría | Bandera de Hungría | 4 - 0     | Bandera de México | México | 13 310       |